# Eunidia octoplagiata
Eunidia octoplagiata là một loài bọ cánh cứng trong họ Cerambycidae.